# 羅格湖
68°57′07″N 33°11′41″E / 68.952°N 33.1948°E

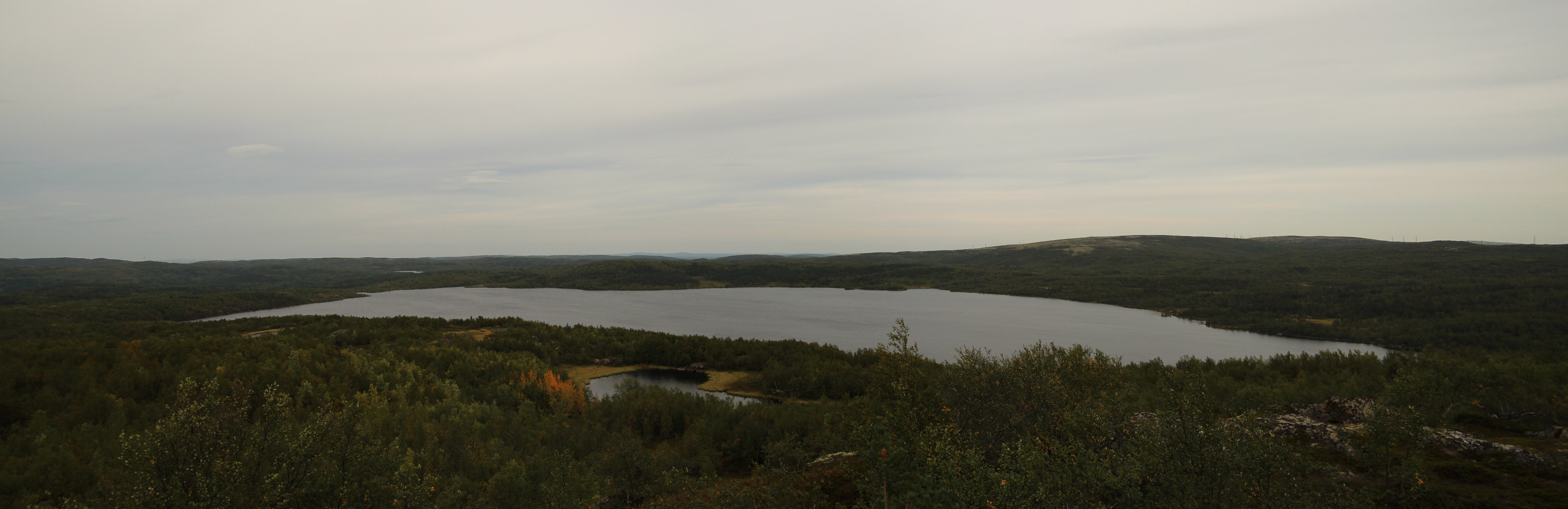

羅格湖（俄语：Рогозеро），是俄羅斯的湖泊，位於該國西北部，由摩爾曼斯克州負責管轄，處於摩爾曼斯克東北部，長2公里、寬1公里，面積1.55平方公里，海拔高度115米，集水區面積12.5平方公里。